# Лебенець
Лебенець (пол. Łebieniec) — село в Польщі, у гміні Вицько Лемборського повіту Поморського воєводства.
Населення — 397 осіб (2011).
У 1975-1998 роках село належало до Слупського воєводства.

## Демографія
Демографічна структура станом на 31 березня 2011 року:
|          | Загалом | Допрацездатний вік | Працездатний вік | Постпрацездатний вік |
| -------- | ------- | ------------------ | ---------------- | -------------------- |
| Чоловіки | 191     | 53                 | 125              | 13                   |
| Жінки    | 206     | 47                 | 117              | 42                   |
| Разом    | 397     | 100                | 242              | 55                   |